# 韦兰 (卢瓦尔省)
韦兰（法語：Vérin，法語發音：[veʁɛ̃] ⓘ）是法国卢瓦尔省的一个市镇，属于圣艾蒂安区。

## 地理
韦兰（45°27'15"N, 4°45'9"E）面积3.05 平方千米，位于法国奥弗涅-罗讷-阿尔卑斯大区卢瓦尔省，该省份为法国中南部省份，北起顺时针与索恩-卢瓦尔省、罗讷省、伊泽尔省、阿尔代什省、上盧瓦爾省、多姆山省和阿列省接壤。
与韦兰接壤的市镇（或旧市镇、城区）包括：莱罗什德孔德里约、罗讷河畔圣克莱尔、拉沙佩勒维拉尔、许耶、罗讷河畔圣米歇尔、孔德里约。

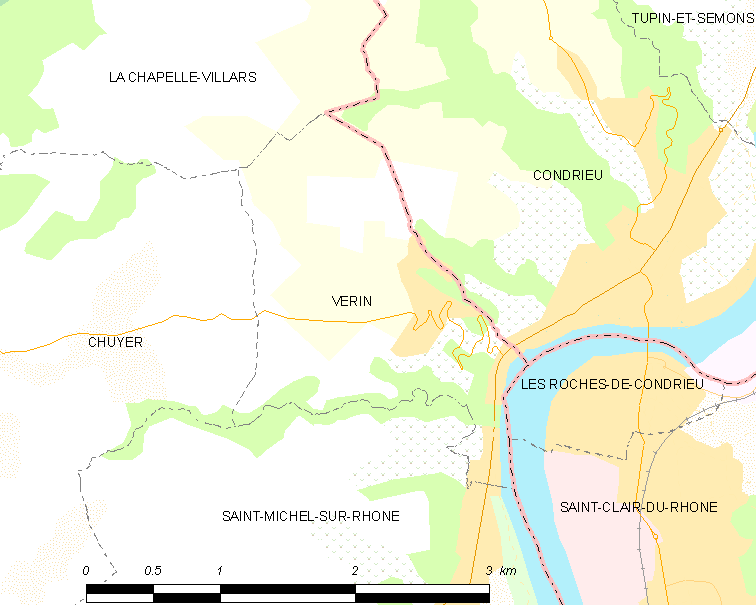
的OSM定位图

韦兰的时区为UTC+01:00、UTC+02:00（夏令时）。

## 行政
韦兰的邮政编码为42410，INSEE市镇编码为42327。

## 政治
韦兰所属的省级选区为勒皮拉县。

## 人口

1962-2008年间人口变化图示

韦兰于2022年1月1日时的人口数量为655人。